# بيرتا يامبولسكي
بيرتا يامبولسكي (مواليد 1934) هي راقصة باليه إسرائيلية فرنسية المولد، ومؤسسة فرقة الباليه الإسرائيلية.

## حياتها
ولدت بيرتا يامبولسكي في باريس. وينحدر والدها نفتالي يامبولسكي من جنوب روسيا، وعندما تم تجنيده في الجيش الإمبراطوري الروسي، هرب ووصل إلى فرنسا. أمها والدتها فمن أوديسا (حاليا في أوكرانيا) وكانت ابنة تاجر فواكه، ودرست الطب في جنيف وجامعة باريس حيث التقت يامبولسكي.
وعندما بلغت بيرتا الثالثة من عمرها، هاجرت عائلتها إلى فلسطين تحت الانتداب البريطانية. وأقاموا في حيفا. ودرست بيرتا في مدرسة دينية للفتيات هناك، وفي مدرسة «هوغيم» وكذلك في مدرسة ريئالي الثانوية.
بدأت في دراسة الرقص مع فالنتينا أركييبوفا غروسمان في سن الرابعة عشرة. والتقت هيليل ماركمان، زوجها المستقبلي، في عام 1956. وكان أيضًا طالب رقص. وتزوجا عام 1957.
وانتقل الزوجان إلى إنجلترا مباشرة بعد الزواج لمواصلة دراسة الرقص. ودرس هليل الرقص مع ماري رامبرت والتحقت بيرتا بالأكاديمية الملكية للرقص. كما درست في سادلر ويلز. ورقص كل من هيليل وبيرتا في فرق عديدة في جميع أنحاء العالم، بما في ذلك بلجيكا وسويسرا وفرنسا. كما رقصوا مع فرقة الباليه الروسي لمونت كارلو في الولايات المتحدة الأمريكية.
عاد الزوجان إلى إسرائيل عام 1964. عند عودتهم إلى تل أبيب، وتم تعيينهم كراقصين أساسيين لفرقة باليه الأوبرا الإسرائيلية. وبعد عام قرر الزوجان مغادرة الأوبرا، لأن حلمهما في إنشاء فرقة باليه رفيعة المستوى لن يكون ممكنًا إذا كان مقيدًا بعملهما في الأوبرا.

## باليه إسرائيل
وكانت أول فرقة مستقلة للزوجين هي فرقة تسمى «الباليه الكلاسيكي في حولون» والتي أسساها في عام 1967. واستندت معظم عروض هذه الفرقة إلى ثنائيات من الباليه الكلاسيكي. وفي عام 1970 أسس بيرتا وهليل مدرسة باليه في تل أبيب. وكبرت فرقة الرقص الخاصة بهم لتشمل سبعة راقصين. ولم تتمكن يامبولسكي من العثور على راقصين محليين رفيعي المستوى في إسرائيل وتواصلت هي وهليل مع مهاجرين من الولايات المتحدة. وأول عازفين منفصلين معروفين هم باميلا أوسيرمان ومارسيا زوسمان.
حتى عام 1975، كانت فرقة الباليه محلية متواضعة بدون رؤية عالية. وفي عام 1975 تمت دعوتهم للمشاركة في مهرجان إسرائيل.
قامت يامبولسكي بجولة في الولايات المتحدة مع فرقة الباليه الإسرائيلية الخاصة بها في 1975 و 1981. في ذلك الوقت كانت تضم خمسة وعشرين راقصًا.
كانت بيرتا يامبولسكي المديرة الفنية لباليه إسرائيل لمدة خمسة وأربعين عامًا حتى عام 2013. في عام 2018، نشرت سيرة ذاتية بعنوان «المتفائلون». 

## جوائز
- 1998 إنجاز العمر في الرقص. وزارة التربية والتعليم والثقافة. إسرائيل